# Bachchor Würzburg
Der Bachchor Würzburg wurde 1961 von dem Kirchenmusikdirektor Günter Jena begründet, der zuvor ein Assistent von Karl Richter in München war. Jena initiierte 1968 die Würzburger Bachtage und machte den Chor binnen kurzer Zeit zu einem führenden Klangkörper der Region. Sein Nachfolger war ab 1974 Heribert Breuer. Von 1979 bis 2015 war Christian Kabitz Kantor an der Würzburger St.-Johannis-Kirche und damit Leiter des Bachchores sowie künstlerischer Leiter der Würzburger Bachtage. Ihm folgte Matthias Querbach, bevor im Juni 2021 Regine Schlereth interimistisch die Leitung übernahm. Seit März 2023 leitet Hae-Kyung Jung den Chor.
Der Chor mit bis zu 50 aktiven Mitgliedern gibt jährlich rund 10 Konzerte und gestaltet regelmäßig Gottesdienste in St. Johannis. In der Motette, üblicherweise am ersten Sonntagabend des Monats, kommen auch seltener gehörte Werke von der Renaissance bis heute zur Aufführung.
Bei den Würzburger Bachtagen übernimmt der Bachchor die beiden Oratorien-Abende und die Gestaltung der Festgottesdienste. Kooperationen mit dem Cäcilien-Chor Frankfurt, dem Münchner Bachchor, dem Bachchor Heidelberg sowie den Münchner Bachsolisten ergänzen die Konzerttätigkeit. Eine Deutschland-Tournee mit Rock meets Classic und zahlreiche Opernproduktionen belegen die große Vielseitigkeit. Reisen nach Frankreich, Italien, Israel und in die USA sowie Rundfunk, Fernsehen und Tonträger haben den Chor überregional bekannt gemacht.